# 马兜铃猪笼草
马兜铃猪笼草（学名：Nepenthes aristolochioides）是苏门答腊特有的热带食虫植物，生长于海拔1800米至2500米的地区。它的捕虫笼形态非常的特别，笼口几乎是与地面垂直的。
其种加词“aristolochioides”来源于马兜铃属的名称“Aristolochia”及拉丁文词尾“-oides”，意为“类似于马兜铃”。指该猪笼草捕虫笼的形状和颜色都非常近似于马兜铃的花朵。

## 植物学史
1956年8月5日，威廉·梅哲在占碑省的土朱山（Mount Tujuh）上首次采集到了马兜铃猪笼草。其模式标本编号为“Meijer 6542”，采集于土朱山海拔2000米的地区。存放于荷兰莱顿的荷兰国家植物标本馆。另一副等模标本存放于爪哇的茂物植物园中。 
虽然它被标记为“新物种？（new species?）”，但它还是被忽略了接近30年。直到1988年约阿希姆·那兹访问莱顿大学植物标本馆后才注意到这个类群。1994年，这个物种最终被命名为马兜铃猪笼草。同年，马修·杰布正在准备修订猪笼草属，分类学家简·斯洛尔（Jan Schlauer）在给他的电子邮件中质疑了马兜铃猪笼草具有垂直笼口的观点。简·斯洛尔在研究了“Meijer 7426”号标本后认为马兜铃猪笼草看起来垂直的笼口是因为标本压制不当造成的。1996年夏，约阿希姆·那兹在法兰克福棕榈园会见了简·斯洛尔和梅哲，他给约阿希姆·那兹看了一张神秘物种的照片。之后，1996年6月，连同卡特琳·欣德霍弗（Katrin Hinderhofer），约阿希姆·那兹组织了一次苏门答腊实地考察，再次在野外找到了马兜铃猪笼草。
1997年，马修·杰布和马丁·奇克在他们的专著《猪笼草属（猪笼草科）的框架性修订》中正式描述了马兜铃猪笼草，其发表于1997年5月的一期植物学杂志《布卢姆》上。第二年，约阿希姆·那兹在《食虫植物通讯》上发表一篇关于马兜铃猪笼草的详细描述。2001年，马丁·奇克和马修·杰布在《猪笼草科》再次对马兜铃猪笼草进行了分类处理。2009年，斯图尔特·麦克弗森的《旧大陆的猪笼草》第二册中，包含了在一个新发现地拍摄的彩色照片。

## 形态特征
马兜铃猪笼草为藤本植物。茎可分枝，可长达8米，直径约5毫米，呈圆柱形至钝棱柱形。节间距可长达15厘米。叶芽明显突出，位于叶腋上1.5至7毫米处。
在马兜铃猪笼草的自然分布地中已发现了小的变种，但尚未有关于其种下类群的描述。

### 叶
马兜铃猪笼草的叶片革质，无柄，呈线形、披针形或匙形－披针形，可长达20厘米，宽至5厘米。叶尖为急尖或钝尖，极少数可能略呈盾形。渐狭至基部，包住茎部周长的三分之一，极少数略微下延。短茎的叶片具圆叶耳，而攀缘茎上的叶片无叶耳。中脉的两侧各有2至5条纵脉，平行延伸于叶片的边缘。干燥标本的纵脉不明显。羽状脉呈不规则的网状，不明显。其数量不多，斜发，最终集中于叶尖。叶片的下表面具蜜腺。笼蔓长达15厘米。莲座状植株捕虫笼的笼蔓约为叶片长度的2倍，且无笼蔓圈。马兜铃猪笼草的茎、叶片、笼蔓和中脉都为黄绿色。

### 捕虫笼
值得注意的是，马兜铃猪笼草的上位笼和下位笼的差异不大。马兜铃猪笼草的下位笼只会产生于还未开始拉长攀爬的茎，或攀援茎的侧芽。下位笼与笼蔓的衔接处，形成一个宽3至5毫米的弯曲。下位笼下三分之二为宽漏斗形，上三分之一为球形，笼口位于球形部分。其可高达7厘米，宽至3厘米。腹面具一对宽可达9毫米的笼翼，存在于整个腹面或仅为上部。翼须可长达10毫米。笼口为圆形至卵形，直径可达1.5厘米。笼口水平，倾斜或几乎垂直。整个下位笼的内表面几乎覆满了消化腺，但球形部分的最顶部通常无消化腺。且其捕虫笼缺乏大部分猪笼草具有的蜡质区。消化腺为覆盖型，下位笼底部的消化腺较大，直径为0.2至0.3毫米，密度约为每平方厘米200个，而上部的消化腺较小，密度约为每平方厘米500个。唇平展、宽大、向内翻卷，可达20毫米。唇肋可高达0.5毫米。唇内缘具细小的唇齿，末端弯曲，长为宽的2至3倍。唇内缘部分约占截面表面总长度的82%。笼盖为圆形－心形或卵形，宽约1.5厘米，无附属物。笼盖的下表面，特别是中线附近具有大型的蜜腺。笼盖基部的后方有一根宽大而扁平的笼蔓尾，不长于7毫米。其被不同程度的描述为分叉或不分叉。

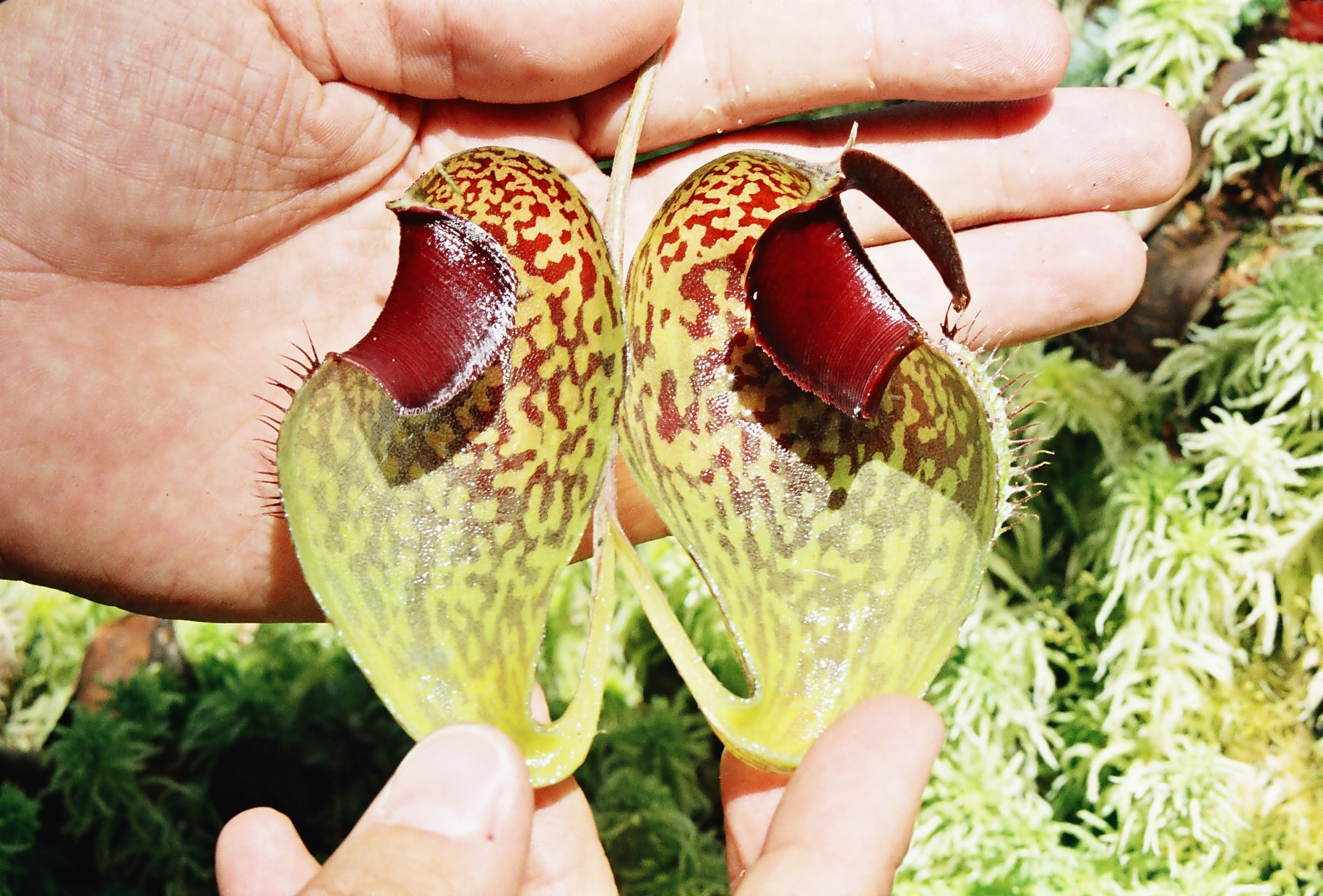
马兜铃猪笼草捕虫笼的纵切面，示其宽大，翻卷的唇及宽大的腺体区

马兜铃猪笼草上位笼的下半部为窄漏斗形，上半部类似囊状，笼口以上为显著的穹形。上位笼与笼蔓的衔接处，形成一个宽10毫米的弯曲。上位笼的腹面往往较平展，且笼壁比顶部厚约30%。上位笼的体型较下位笼大，可高达15厘米，宽至8厘米。笼翼常缩小为一对隆起，或完全不明显。笼口接近上位笼顶部，为卵形至圆形，直径可达4厘米。笼口较下位笼的更为倾斜，可能几乎是垂直的。捕虫笼内表面的下三分之二覆盖着消化腺，或整个内表面完全覆盖着消化腺。消化腺略呈覆盖型；上位笼底部的消化腺直径为0.3至0.4毫米，密度约为每平方厘米200个，而上部的消化腺直径为0.2至0.2毫米，密度约为每平方厘米250个。唇可宽达20毫米，宽大，向内卷曲，平展，形成类似龙虾笼的形状。唇外缘可向外扩展达2毫米。靠近笼盖基部的唇之间常具一个可宽至5毫米的狭缝。唇肋可高达0.8毫米，间距可达0.8毫米。唇齿的长为宽的2至3倍。唇肋间具大型的蜜腺。笼盖为圆形至卵形，与地面水平，与笼口呈直角。笼盖的末端为圆形至略凹，基部略呈心形，可长达4厘米，宽至3厘米。其无附属物，但笼盖的下表面分布着大量蜜腺。这些蜜腺为圆形至椭圆形，直径约为0.3毫米。靠近中线的蜜腺更大，更密集。中脉的两侧各有3至4条侧脉。笼蔓尾宽大而扁平，可长达10毫米。其可具2至4个末端，所以其被不同程度的描述为不分叉或分叉。
捕虫笼的外表面为白色或淡红色，且具有红褐色至紫色的斑点。上位笼和下位笼的颜色类似。捕虫笼的上部分常密集着深色的斑点。唇通常为暗红色或紫色，尤其是生长于阴暗环境下的下位笼。笼盖的下表面整体为暗红色或紫色，上表面具有类似笼身的斑点。捕虫笼的内表面为白色至淡黄色。干燥标本为棕色至暗棕色，捕虫笼上保留有黑斑。

### 花序
马兜铃猪笼草的花序为总状花序，可长达30厘米。总花梗和花序轴都可长达15厘米，通常雌性花序较短。总花梗的直径可达4毫米。花梗具小苞片，带一朵花，可长达12毫米。最基部的花梗可长达12毫米，最顶部的仅长6毫米。花被片为卵形，可长达4毫米。果荚可长达20毫米，宽至4毫米，具披针形的隔膜。种子呈丝状。

### 毛被
马兜铃猪笼草植株大部分无毛被。若存在，毛被也不明显；叶腋、中脉、叶片边缘及捕虫笼的部分（特别是唇和笼盖和发育中的捕虫笼）。其毛被稀疏，包含短小的，不分叉或不规则分叉，为白色至银色，可长达0.2毫米，少数甚至可长达2毫米。

## 生态关系

### 原生地
马兜铃猪笼草是苏门答腊特有的热带食虫植物，其生长于海拔1800米至2500米的地区。生长于陡峭山脊上的森林中。它通常陆生，也可以附生于树干上的水苔中。

2001年，查尔斯·克拉克认为马兜铃猪笼草只存在于占碑省的土朱山上，而之后赫伯特·克里斯托弗·罗宾逊和塞西尔·博登·克洛斯在葛林芝火山也采集到了马兜铃猪笼草的标本，所以他们认为马兜铃猪笼草可能分布得更为的广泛。葛林芝山位于土朱山附近，是苏门答腊的最高峰。查尔斯·克拉克指出葛林芝火山大部分尚未开发，马兜铃猪笼草有很大的可能出现于此。关于马兜铃猪笼草在土朱山的分布了解得也不是很全面，因为截止2001年，土朱山的七个山峰中，仅考察了其中的三个。2009年，斯图尔特·麦克弗森了解到，马兜铃猪笼草在克尼西士巴拉国家公园原有三处原生地。但其中的一处（位于土朱山）可能已经消失了。2007年，仅在土朱山发现了一株马兜铃猪笼草植株。其他两个原生地位于偏远的山峰上，斯图尔特·麦克弗森确定其仅存在于“几十株”马兜铃猪笼草。

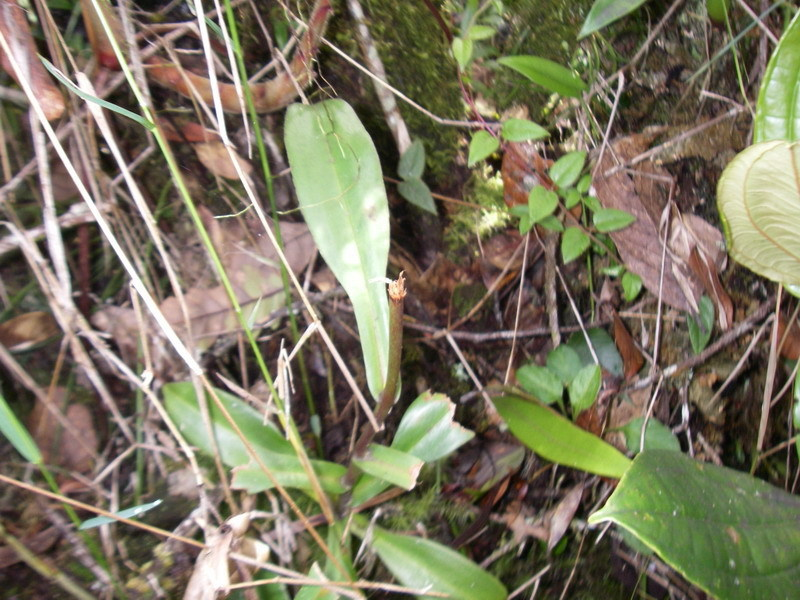
克尼西士巴拉国家公园内被盗采的马兜铃猪笼草

马兜铃猪笼草原生地是以泥炭为主的苔藓森林，其接近于山脊顶部。其陆生，但也可附生于苔藓上。同时，马兜铃猪笼草与裸瓶猪笼草（N. gymnamphora）和欣佳浪山猪笼草（N. singalana）同域分布。马兜铃猪笼草与前者共同生长于山地森林和火山湖沿岸的露兜树的沼泽中。裸瓶猪笼草在土朱山的海拔分布范围为1800米至2100米，虽然与马兜铃猪笼草的原生地有部分重叠，但没有发现它们之间的自然杂交种。欣佳浪山猪笼草的小变型与马兜铃猪笼草的分布范围一致，但它们似乎占据了不同的生态位，欣佳浪山猪笼草通常陆生，而马兜铃猪笼草则常攀爬至树冠。已发现了马兜铃猪笼草与欣佳浪山猪笼草的自然杂交种。

### 保护状况
马兜铃猪笼草已被列入《2006年世界自然保护联盟濒危物种红色名录》中，保护状况为极危，但在做评估的时候仅知道其存在于一座山上。尽管马兜铃猪笼草所有已知的分布都位于克尼西士巴拉国家公园内，但它依然因为捕虫笼独特的外表而受到过度采集的威胁。2010年，珍稀猪笼草采集（Rare Nepenthes Collection）项目成立，其致力于保护四种濒临猪笼草物种：马兜铃猪笼草、圆盾猪笼草（N. clipeata）、印度猪笼草（N. khasiana）和硬叶猪笼草（N. rigidifolia）。

### 底内生物
在马兜铃猪笼草的捕虫笼内并没有发现共生生物。但这并不是由于这个区域不存在这类共生生物，因为在同区域生长的欣佳浪山猪笼草的捕虫笼内就有大量的共生生物。有学者认为，这可能是因为马兜铃猪笼草的捕虫笼结构也会使那些共生生物迷失方向，所以那些共生生物不会选择在马兜铃猪笼草的捕虫笼中生活。

## 食虫性
马兜铃猪笼草的上位笼和下位笼具有不同的捕食机制。

### 陷阱机制
马兜铃的下位笼常嵌入茂密的水苔中，仅其顶部可见。约阿希姆·那兹认为下位笼仅捕食地面昆虫。昆虫爬到捕虫笼顶部的笼口时就可失足落入捕虫笼内而无法爬出，最后被消化液淹死。

### 光诱机制
克洛斯猪笼草（N. klossii）和马兜铃猪笼草是猪笼草属中仅有的两种具有带白斑球状部分捕虫笼的物种，阳光可透过白斑照入捕虫笼内。从捕虫笼的内部看，唇和盖子较黑暗，而笼身球状部分的白斑则较明亮。类似的结构还存在于北美的一些瓶子草上，如眼镜蛇瓶子草（Darlingtonia californica），小瓶子草（Sarracenia minor）和鹦鹉瓶子草（Sarracenia psittacina）。贾桂琳猪笼草（N. jacquelineae）也具有类似的捕虫机制。 事实证明，马兜铃猪笼草所捕捉到的猎物都是由飞虫组成的，其都具有趋光性。飞虫在捕虫笼中就会误以为白斑处是出口而困在捕虫笼内，最终落入消化液中。因此，马兜铃猪笼草的捕虫笼有类似龙虾笼的功能。
马兜铃猪笼草以半透明穹顶为核心的捕虫机制已得到了实验数据的支持。在2012年一项对马兜铃猪笼草光诱机制的研究中，用红色赛璐珞覆盖捕虫笼顶部的捕虫笼其果蝇捕获率比正常捕虫笼减少了约三分之二（果蝇为红色盲，仅对紫外线、可见光内的蓝绿波段敏感）。

### 粘捕机制
马兜铃猪笼草可产生大量粘稠的消化液，并在捕虫笼的内表面上形成一层薄膜。至少马兜铃猪笼草的上位笼已发展出了利用粘稠的内表面来捕捉飞虫的功能。其他七种与具密切近缘关系的苏门答腊猪笼草物种也同样具黏稠消化液，分别为疑惑猪笼草（N. dubia）、杏黄猪笼草（N. flava）、无刺猪笼草（N. inermis）、贾桂琳猪笼草、马桶猪笼草（N. jamban）、塔蓝山猪笼草（N. talangensis）和细猪笼草（N. tenuis）。与马兜铃猪笼草一样，这些物种都具漏斗形的捕虫笼，且其内表面几乎都完全覆盖着消化腺。

## 相关物种
马兜铃猪笼草的捕虫笼与其他猪笼草存在着巨大的差别。它的笼口几乎与地面垂直。
约阿希姆·那兹认为马兜铃猪笼草与塔蓝山猪笼草之间存在着密切的近缘关系。所以通过笼口很容易将它们区分开来，塔蓝山猪笼草的笼口是水平的。此外，塔蓝山猪笼草有一个很短的唇颈，而马兜铃猪笼草无唇颈。无论是笼口还是笼盖，塔蓝山猪笼草的都较大型。这两个物种的生活习性也不同，塔蓝山猪笼草只陆生，不善于攀爬，而马兜铃猪笼草则会常常作为一个附生植物，攀爬到至林冠。
马兜铃猪笼草叶片的形态特征也与邦苏猪笼草（N. bongso）类似，但捕虫笼和笼盖的蜜腺则具有较大的区别。
2001年，查尔斯·克拉克对来自苏门答腊岛和西马来西亚的猪笼草进行了分支系统学分析，共利用了70个形态特征。以下为猪笼草进化树的“第1分支”，其相关性达51%。
|  | 细猪笼草 |
|  |          |

| 95% | \| \| 疑惑猪笼草 \| \| \| \| \| \| 无刺猪笼草 \| \| \| \| |
|     | \| \| 疑惑猪笼草 \| \| \| \| \| \| 无刺猪笼草 \| \| \| \| |
|     | 疑惑猪笼草                                                |
|     |                                                           |
|     | 无刺猪笼草                                                |
|     |                                                           |

|  | 疑惑猪笼草 |
|  |            |
|  | 无刺猪笼草 |
|  |            |

|  | 细猪笼草 |
|  |          |

| 95% | \| \| 疑惑猪笼草 \| \| \| \| \| \| 无刺猪笼草 \| \| \| \| |
|     | \| \| 疑惑猪笼草 \| \| \| \| \| \| 无刺猪笼草 \| \| \| \| |
|     | 疑惑猪笼草                                                |
|     |                                                           |
|     | 无刺猪笼草                                                |
|     |                                                           |

|  | 疑惑猪笼草 |
|  |            |
|  | 无刺猪笼草 |
|  |            |

|  | 细猪笼草 |
|  |          |

| 95% | \| \| 疑惑猪笼草 \| \| \| \| \| \| 无刺猪笼草 \| \| \| \| |
|     | \| \| 疑惑猪笼草 \| \| \| \| \| \| 无刺猪笼草 \| \| \| \| |
|     | 疑惑猪笼草                                                |
|     |                                                           |
|     | 无刺猪笼草                                                |
|     |                                                           |

|  | 疑惑猪笼草 |
|  |            |
|  | 无刺猪笼草 |
|  |            |

|  | 细猪笼草 |
|  |          |

| 95% | \| \| 疑惑猪笼草 \| \| \| \| \| \| 无刺猪笼草 \| \| \| \| |
|     | \| \| 疑惑猪笼草 \| \| \| \| \| \| 无刺猪笼草 \| \| \| \| |
|     | 疑惑猪笼草                                                |
|     |                                                           |
|     | 无刺猪笼草                                                |
|     |                                                           |

|  | 疑惑猪笼草 |
|  |            |
|  | 无刺猪笼草 |
|  |            |

|  | 细猪笼草 |
|  |          |

| 95% | \| \| 疑惑猪笼草 \| \| \| \| \| \| 无刺猪笼草 \| \| \| \| |
|     | \| \| 疑惑猪笼草 \| \| \| \| \| \| 无刺猪笼草 \| \| \| \| |
|     | 疑惑猪笼草                                                |
|     |                                                           |
|     | 无刺猪笼草                                                |
|     |                                                           |

|  | 疑惑猪笼草 |
|  |            |
|  | 无刺猪笼草 |
|  |            |

|  | 细猪笼草 |
|  |          |

| 95% | \| \| 疑惑猪笼草 \| \| \| \| \| \| 无刺猪笼草 \| \| \| \| |
|     | \| \| 疑惑猪笼草 \| \| \| \| \| \| 无刺猪笼草 \| \| \| \| |
|     | 疑惑猪笼草                                                |
|     |                                                           |
|     | 无刺猪笼草                                                |
|     |                                                           |

|  | 疑惑猪笼草 |
|  |            |
|  | 无刺猪笼草 |
|  |            |

|  | 细猪笼草 |
|  |          |

| 95% | \| \| 疑惑猪笼草 \| \| \| \| \| \| 无刺猪笼草 \| \| \| \| |
|     | \| \| 疑惑猪笼草 \| \| \| \| \| \| 无刺猪笼草 \| \| \| \| |
|     | 疑惑猪笼草                                                |
|     |                                                           |
|     | 无刺猪笼草                                                |
|     |                                                           |

|  | 疑惑猪笼草 |
|  |            |
|  | 无刺猪笼草 |
|  |            |

|  | 细猪笼草 |
|  |          |

| 95% | \| \| 疑惑猪笼草 \| \| \| \| \| \| 无刺猪笼草 \| \| \| \| |
|     | \| \| 疑惑猪笼草 \| \| \| \| \| \| 无刺猪笼草 \| \| \| \| |
|     | 疑惑猪笼草                                                |
|     |                                                           |
|     | 无刺猪笼草                                                |
|     |                                                           |

|  | 疑惑猪笼草 |
|  |            |
|  | 无刺猪笼草 |
|  |            |

虽然马兜铃猪笼草在很多方面与克洛斯猪笼草很相似，但这两个物种间存在地理隔离，所以不认为它们之间的近缘关系很密切。仅认为是一种趋同进化的表现，即是不密切相关的两个独立的物种却具有相似特征的现象。

## 自然杂交种
仅发现了一种关于马兜铃猪笼草的自然杂交种，即马兜铃猪笼草与欣佳浪山猪笼草的自然杂交种（N. aristolochioides × N. singalana）。其存在于土朱山两个山脊上的苔藓森林中，其中仅一个山脊上有马兜铃猪笼草分布。因马兜铃猪笼草与欣佳浪山猪笼草的花期不同，该自然杂交种极其罕见。其体型比亲本都要小，捕虫笼的高度很少会超过5厘米。下位笼与塔蓝山猪笼草很相似，但唇齿更发达。上位笼的下部为漏斗形，中部为球状，上部为圆柱形。该自然杂交种区别于马兜铃猪笼草的特点是它的唇更窄且为圆柱形，笼口倾斜，而非垂直。

## 扩展阅读
- 食虫植物照片搜寻引擎中马兜铃猪笼草的照片 （页面存档备份，存于）.

 维基共享资源上的相關多媒體資源：马兜铃猪笼草
 維基物種上的相關：马兜铃猪笼草